# David Whitney
David Whitney (1939 - 12 de junio de 2005) fue un coleccionista y crítico de arte estadounidense.

## Biografía
David Whitney se crio en Worcester, Massachusetts y asistió a la Woodstock Country School antes de estudiar arquitectura en la Escuela de Diseño de Rhode Island, donde se graduó con un BFA en Arquitectura de Interiores en 1963. Más tarde, se formó en el Imperial College de Londres.

## Carrera
Tras varios empleos relacionados con el arte, Whitney  abrió su propia galería en 1969. Algunos de los artistas que se mostraron en la Galería David Whitney desde septiembre de 1969 hasta marzo de 1972 fueron Neil Jenney, Jasper Johns, Ronnie Landfield, Ken Price, William Pettet, Lewis Stein, Gary Stephan y John Duff. La galería de David Whitney fue conocida por la exhibición de cuadros adscritos a la llamada abstracción lírica, el posminimalismo y otros movimientos de moda en la época.
Después de sus años de galería, organizó exposiciones en el Museo Whitney y en otros lugares para Cy Twombly, Jasper Johns, Franz Kline, Willem de Kooning y Andy Warhol. Whitney también fue uno de los primeros miembros de la Junta de Autenticación de Arte de Andy Warhol .
Más tarde, se centró en artistas más jóvenes como Michael Heizer, Eric Fischl y David Salle.